# رالف براون (لاعب كرة قدم أمريكية)
رالف براون (بالإنجليزية: Ralph Brown)‏ هو لاعب كرة قدم أمريكية أمريكي، ولد في 16 سبتمبر 1978 في هاكيندا هايهتس في الولايات المتحدة.

## وصلات خارجية
- رالف براون على موقع مرجع كرة القدم المحترفة.كوم (الإنجليزية)